# ペガスター
ペガスター  とは中京競馬場  のマスコットキャラクターである。

## プロフィール
- 名前 - ペガスター
- 出身地 - ペガサス流星　第104AK群
- 性格 - 陽気
- 口癖 - ペガ～
- 好みのタイプ　- 太陽のように温かく明るい人
- 好きな曜日　-　土曜日と日曜日
- 憧れの職業 - ヒーロー
- 気になること - ファンの安全第一（本当は天気!?）
- チャームポイント - 寝癖がつかないヘアスタイル。つぶらな瞳。色白の美白。そして口癖。
- 夢 - 背中に子どもを乗せて、ホンモノの翼で大空を羽ばたくこと。

### 公式サイト
- ペガスター (@ChukyokeibaCom) - X（旧Twitter）